# 米澤泉
米澤泉（よねざわ　いずみ、女性、1970年-　）は、甲南女子大学教授。専門はファッション文化論、化粧文化論。京都府生まれ。同志社大学文学部卒業。大阪大学大学院言語文化研究科博士後期課程単位取得退学。甲南女子大学人間科学部専任講師、准教授を経て、同大学教授。

## 著書
- 『電車の中で化粧する女たち コスメフリークという「オタク」』ベスト新書 2006
- 『コスメの時代 「私遊び」の現代文化論』勁草書房 2008
- 『私に萌える女たち』講談社 2010
- 『「女子」の誕生』勁草書房 2014
- 『女子のチカラ』勁草書房 2015
- 『「くらし」の時代　ファッションからライフスタイルへ』 勁草書房 2018
- 『おしゃれ嫌い　私たちがユニクロを選ぶ本当の理由』 幻冬舎新書 2019

## 注
1. 1 2 3  “おしゃれ、立ち止まり考えるいま 甲南女子大教授・米澤泉さん×ファッション誌編集者・軍地彩弓さん”. 朝日新聞デジタルマガジン＆[and]. 2021年12月13日閲覧。
2. 1 2  “米澤泉”. 幻冬舎plus. 2021年12月13日閲覧。
3. ↑  “米澤 泉 Izumi Yonezawa | 現代ビジネス @gendai_biz”. 現代ビジネス. 2021年12月13日閲覧。